# Gilles Aillaud

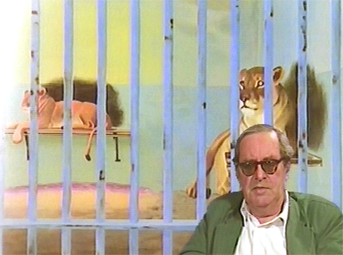
Gilles Aillaud voor zijn schilderij Lion et barreaux bleus in 1995

Gilles Aillaud (Parijs, 5 juni 1928 - aldaar, 24 maart 2005) was een Frans kunstschilder, vooral bekend van zijn schilderijen van dieren in gevangenschap. Daarnaast was hij ook scenograaf en toneelschrijver.

## Biografie
Hij was een zoon van architect Émile Aillaud (1902-1988). Na een studie filosofie wijdde Gilles Aillaud zich in 1949 aan het schilderen. In de jaren 1950 werkte hij vooral met collages. In 1966 werd hij voorzitter van het Salon de la Jeune Peinture, waar hij vanaf 1959 zijn werk tentoonstelde. Aillaud sloot zich aan bij de stroming van de Figuration narrative, ontwikkeld door kunstcriticus Gérard Gassiot-Talabot. Vanaf 1963-1964 vond hij het hoofdthema in zijn werk: wilde dieren in gevangenschap. Hij sloot zich aan bij de linkse groepen die in 1968-1969 ageerden tegen de Vietnamoorlog. Hij sympathiseerde ook met de arbeidersklasse. Aillaud maakte twee werken naar aanleiding van de mijnramp van Fourquières-lès-Lens (4 februari 1970), die aan zestien mijnwerkers het leven kostte. In 1971 zegde hij zijn eerste geplande solotentoonstelling in het Musée d'Art Moderne de la Ville de Paris af uit solidariteit met schilder Lucien Mathelin, wiens werk werd gecensureerd.

## Stijl
Aillaud schilderde figuratief en was een vertegenwoordiger van de kunststromingen Nouvelle Figuration en Figuration Narrative, verwant aan het fotorealisme. Hij maakte gebruik van een kadrering uit de fotografie en schilderde meestal vanop ooghoogte. Hij werkte ook op basis van foto's. Centraal in zijn schilderijen, uitgewerkt op groot formaat met olieverf op doek, staat de relatie tussen wilde dieren in gevangenschap en de mens. De vormen en texturen van de afgebeelde dieren combineerde hij met de kille, geometrische lijnen van tralies en hekken in de leefomgeving van de dieren.

## Werk (selectie)

### Politieke schilderijen
- Vietnam. La Bataille du riz (1968)
- Réalité quotidienne des travailleurs de la mine (Fouquières-lès-Lens) n°6 (1971)
- Réalité quotidienne des travailleurs de la mine (Fouquières-lès-Lens) n°7 (1971)

### Dieren
- Cage aux lions (1965)
- Orang-Outang derrière la grille (1965)
- Lion et barreaux bleus (1968)
- Mangouste derrière le grillage (1968)
- Intérieur et hippopotame (1970)
- Éléphants et clous (1970)
- Perroquets (1974)
- Bassin avec otarie (1976)
- Rhinocéros (1979)

## Tentoonstellingen
In 2023-2024 was er een retrospectieve van de schilderijen van Gilles Aillaud in het Centre Pompidou in Parijs onder de titel Animal politique.